# Ангел Каріотов
Ангел Стоянов Каріотов (відомий також як «Ангел воєвода», «Апостол воєвода») — болгарський гайдук, воєвода, що вів боротьбу за свободу Болгарії, за звільнення її від османського гноблення. Ангел воєвода стал основним спонсором та ініціатором будування единого болгарського монастиря, який був збудований під час османського панування у 1856 році — Арапський монастир «Свята Неделя (Великомучениця Кіріакія)».

## Біографія
Батько Ангела Стоян упродовж 1803—1805 років три роки входив до маленької гайдуцької чети воєводи Точко. Народився Ангел 8 вересня 1812 року в селі Козлук. Його мати Марійка через короткий час померла. Батько Стоян залишився сам з трьома дітьми, тому швидко одружився. Мачуха добре ставилася до трьох сиріт. Вона народила ще чотирьох дітей, але також померла. Стоян одружився втретє, з удовою, яка народила ще двох дітей. Така багатодітна сім'я жила бідно. Друга мачуха виявилася злою до чужих дітей, що створювало проблеми в дитинстві в Ангела. Але й вона померла, а четвертий шлюб не дозволявся, через що батько залишився з дев'ятьма дітьми. Ангел став вже самостійним, не терпів над собою командування, любив блукати горами з отарою коз чи овець. Він став пастухом вже у 6-річному віці. Декілька разів османи крали його тварин та готували їх і з'їдали в його присутності. Маленький Ангел не міг протистояти їм, але у нього виникла образа і жага помсти.
Коли йому виповнилося 18 років, османи зґвалтували його сестру, і це переповнило чашу терпіння. Він передав стадо двом молодшим братам, узяв гвинтівку, 2 пістолети та меч і пішов до лісу. Там збудував землянку на важкодоступній ділянці і вичікував зручного моменту, щоб помститися за честь своєї сестри. Знаючи тих, хто був гвалтівниками, він постійно стежив за ними. Через рік він зумів їх убити, виставив їхні трупи на сільській площі. Оскільки був неграмотним, наказав священику написати записку: «Така доля чекає на кожного, хто зазіхне на честь болгарки». Кров'ю убитих він намалював хрести на їхніх грудях та чолах.
Здійснивши помсту він запланував перетнути Родопи і стати пастухом в Егейській Фракії. По дорозі він зупинився в селі Силанкьой у болгарському будинку. Господар розказав йому, що османи зґвалтували його дружину, вона захворіла і померла. У цей момент Ангел зрозумів, що його біда не була якоюсь особливою. Він відмовився від свого наміру повернутися до роботи пастухом.
На зекономлені гроші він придбав гвинтівки, пістолети та шаблі, за допомогою яких він озброїв десяток юнаків, яким було чим помститися османам. Загін карав смертю будь-якого насильника, який дозволив собі напасти на болгарку чи пограбував майно селянина. Серед османів у цьому районі поширився острах, і вони утримувалися від свавілля. Болгарське населення отримало свого захисника. При будь-якій спробі насильства або пограбування османами болгарські селяни казали, що вони будуть скаржитися Ангелу воєводі, і ті відмовлялися від своїх намірів, оскільки страх перед ним був великий.
Зрештою його чета досягла близько 60 добре озброєних гайдуків. Коли вони нападали, їх удар був невідворотнім. Щоб припинити це, хасковський каймакамін організував каральний загін з 160 вояків та 200 башибузуків, які в'їхали в цей район, щоб знищити чету Ангела. Дізнавшись про це, воєвода розмістив вовчі ями та пастки на їхньому шляху, в яких загинула більшість вояків і башибузуків. Інші потрапляли в засідки та знищувалися окремо або групами. Османи зазнали великих втрат і безславно повернулися до Хасково.
Населення цієї місцевості створювало легенди та пісні, щоб відзначати подвиги Ангела воєводи, і він зрештою став народним героєм. У 1862 році Ангел воєвода захворів на тяжку хворобу. Він розпустив свою чету, яка вже налічувала більше 100 осіб. Ангел пішов на гору Афон у Хилендарському монастирі. Оскільки він залишився неписьменним, то продиктував свої спогади ченцю, які збереглися в монастирській бібліотеці. У них він дав обітницю болгарам продовжувати боротьбу з османами, створювати загони і чети, готуватися до загального повстання.
Ангел Каріотов помер у 1864 році. Місце його поховання невідоме. Його ідеї були прийняті та надалі розвинуті Георги Раковським, а згодом Любеном Каравельовим, Христом Ботевим і Василем Левски. 

## Пам'ять
У 1934 році на честь воєводи Ангела перейменовано село в Хасковській області Болгарії. Один з гірських піків «Ангелов връх» гірського масиву Рила також названий на його честь.